# أبو طالب العبدي
 أبو طالب العبدي هو أحمد بن بكر بن بقية العبدي - بفتح العين المهملة وسكون الباء الموحدة وبعدها دال مهملة - هذه النسبة إلى عبد القيس بن أفصى بن دعمي، وهي قبيلة كبيرة مشهورة.
كان نحويًا فاضلًا ماهرًا، وشرح كتاب الإيضاح في علوم البلاغة لأبي علي الفارسي وأحسن فيه، قرأ النحو على أبي سعيد السيرافي وأبي الحسن الرماني وأبي علي الفارسي. ونقلعَن أبي القاسم بن المغربي أن أبا طالب هذا أصيب بغفلة واختل في آخر عمره.

## وفاته
توفي في سنة ست وأربعمائة في شهر رمضان، لعشر بقين منه يوم الخميس، في خلافة القادر بالله.